# Decadent
| Recensione             | Giudizio |
| ---------------------- | -------- |
| Encyclopaedia Metallum | 70/100   |
| Truemetal.it           | 77/100   |

Decadent è il 15° album in studio della band heavy metal tedesca U.D.O.
Pubblicato il 23 gennaio 2015, è stato registrato presso i Double U Studio di Ibiza (Spagna), missato presso Redhead Audio Productions a Wilhelmshaven (Germania) e masterizzato presso Hansen Studio ad Amburgo (Germania).

## Tracce
1. Speeder – 3:44
2. Decadent – 4:49
3. House of Fake – 4:25
4. Mystery – 4:35
5. Pain – 5:10
6. Secrets in Paradise – 5:00
7. Meaning of Life – 4:33
8. Breathless – 5:19
9. Under Your Skin – 4:22
10. Untouchable – 5:09
11. Rebels of the Night – 4:40
12. Words in Flame – 7:35

## Formazione
- Udo Dirkschneider – voce
- Audrey Smirnov – chitarra
- Kasperi Heikkinen – chitarra
- Fitty Wienhold – basso
- Francesco Jovino – batteria

### Altri musicisti
- Ingmar Viertel – cori
- Claus Rettkowski – cori

### Produzione
- Udo Dirkschneider – produzione
- Fitty Wienhold – produzione
- Mattes – produzione, missaggio
- Jacob Hansen – mastering
- Martin Häusler – fotografia
- Dirk Hüttner – copertina
- Hiko – grafica